# Баро (Изер)
Баро (фр. Barraux) насеље је и општина у источној Француској у региону Рона-Алпи, у департману Изер која припада префектури Гренобл.
По подацима из 2011. године у општини је живело 1879 становника, а густина насељености је износила 170,82 становника/km². Општина се простире на површини од 11 km². Налази се на средњој надморској висини од 360 метара (максималној 950 m, а минималној 241 m).

## Демографија
| 1962. | 1968. | 1975. | 1982. | 1990. | 1999. | 2011. |
| ----- | ----- | ----- | ----- | ----- | ----- | ----- |
| 800   | 800   | 871   | 939   | 1.214 | 1.474 | 1.879 |

График промене броја становника у току последњих година